# Polotok Izu
Polotok Izu (伊豆半島, Izu-hantō) je velik gorat polotok z globoko razčlenjeno obalo zahodno od Tokia na pacifiški obali otoka Honšu na Japonskem. Polotok Izu, prej znan kot provinca Izu, je zdaj del prefekture Šizuoka. Polotok ima površino 1421,24 km2, njegovo ocenjeno prebivalstvo pa je leta 2005 znašalo 473.942 ljudi. Naseljena območja polotoka so predvsem na severu in vzhodu.

## Geografija
Leži se na vzhodnem koncu prefekture Šizuoka in je polotok, ki ločuje zaliv Suruga od morja Sagami in štrli približno 50 km proti jugu. Po eni teoriji naj bi se poimenoval 'Izu' iz 'Dezu', ker štrli v Nankai.
Večina ozemlja je gorata, razen severnega dela, ravninskega ozemlja je malo. Zato je mestno območje ozko, hiše pa so zgoščene v nižinah in dolinah ob obali. Na vzhodnem bregu je Sagami-nada, na zahodnem pa zaliv Suruga. Najjužnejša točka je Irozaki, ki gleda na Tihi ocean. Morsko območje od otokov Izu in otokov Ogasavara na vzhodnem robu Filipinske morske plošče do otokov prefekture Okinava je del Filipinskega morja, ki je del Tihega oceana, vendar to ime na Japonskem ni priljubljeno.
V severnem delu se razprostira ravnina Tagata, ki je aluvialna ravnina reke Kano, ki je prvovrstna reka, veliko polj pa je tudi na polotoku Izu.
Poleg tega ima polotok Izu strme gore in številna nedotaknjena območja, obala ter osrednji in severni gorski grebeni, kot je gora Amagi, pa so označeni kot del narodnega parka Fudži-Hakone-Izu.

## Geologija
Tektonsko je polotok Izu posledica trka Filipinske plošče z Ohotsko ploščo pri jarku Nankai. Filipinska plošča, Amurska plošča in Ohotska plošča se srečajo na gori Fudži, trojnem stičišču. Sam polotok leži na Filipinski plošči.
Pred 10 milijoni - 2 milijona let
Celoten Izu je postal plitvo morje, nekateri vulkani pa so se spremenili v vulkanske otoke. Plasti, ki so nastale zaradi izmeta iz tega obdobja, se imenujejo skupina Širahama.
Pred 2 milijonoma - 1 milijonom let
To je čas, ko je Izu trčil s Honšujem in se nameraval združiti. V tem času je večina Izuja prvič postala kopno, nato pa so vsi vulkani začeli bruhati na kopno. Sedimente po tem obdobju imenujemo skupina Atami.
Pred 600.000 leti
Postane polotok, ki štrli iz Honšuja Približno v tem času so nastali veliki vulkani, kot sta. Amagi in Daruma.
Pred 600.000 leti - pred 200.000 leti
Postane skoraj sedanji videz.
Pred 200.000 leti – danes
Pred približno 200.000 leti so poligenetski vulkani, razen vulkana Hakone, prenehali delovati in začela je delovati skupina vulkanov Izu Tobu, ki jo sestavljajo monogenetski vulkani.
Južni del polotoka je v veliki meri sestavljen iz breče, osrednji in severni del pa sestavljajo številni močno erodirani vulkani. Gorovje Amagi prevladuje v središču polotoka z goro Amagi (1406 m) in pogorjem Atami (773 metrov) na vzhodu ter goro Daruma (982 metrov) na zahodu, pri čemer se vzhodni in zahodni del območja pod vodo raztezata v zaliva Sagami in Suruga. Glavna reka polotoka, reka Kano na severu, teče skozi tektonski jarek, dolino, ki jo je ustvarila tektonika plošč.
Zaradi osnovne geologije je polotok nagnjen k pogostim rojem potresov in cunamijev, poleg tega pa je poln vročih vrelcev.
Tako kot otoki Izu je bil polotok v starih časih vulkanski otok. Flora tvori južni sistem, ki se razlikuje od Honšuja. Ko je bil polotok podmorski vulkan, so se plasti, ki so nastale z zlaganjem izbruhov na morskem dnu, imenovale skupina Nišina in skupina Jugašima po starosti.

### Večje naravne nesreče (od 20. stoletja)
- 1. september 1923 veliki potres Taišo Kanto
- 13. februar 1930- Ito potresni roj
- 26. november 1930 potres v severnem Izuju (največja seizmična intenziteta 6 v mestu Mišima, 272 mrtvih)
- 7. december 1944 Šova Tonankai potres (največja seizmična intenziteta 6 v mestu Omaezaki, prefektura Šizuoka) (1223 mrtvih in pogrešanih, cunami od Izu do Kii)
- 9. maj 1974 potres na morju polotoka Izu (največja seizmična intenziteta 5 v mestu Minamiizu, prefektura Šizuoka, 30 mrtvih)
- 14. januar 1978 potres v Izu Ošimi (največja seizmična intenziteta 5 v Izu Ošimi in mestu Jokohama, 25 mrtvih)
- 25. junij 1980 - Potresni roj ob vzhodni obali polotoka Izu (največja seizmična intenziteta 5 v Izu Ošima in mestu Atami)
- 30. junij 1989 - potresni roj ob vzhodni obali polotoka Izu (največja seizmična intenziteta 4 v mestu Atami)
- 13. julij 1989 Mesto Ito [Teiši Knoll]; podmorski vulkanski izbruh (vulkanska skupina Izu Tobu)
- 20. april 1998 Potresni roj ob vzhodni obali polotoka Izu
- 9. avgust 2009 Potres ob južni obali Tokaida (največja seizmična intenziteta 4)
- 11. avgust 2009 Potres v zalivu Suruga (največja seizmična intenzivnost 6 nižja v mestih Omaezaki, Makinohara, Džaizu in Izu, prefektura Šizuoka) (najavljene informacije o opazovanju potresa v Tokaiju, največji cunami 40 cm)
- 2013 Tajfun št. 26 Izu OŠima, zemeljski plaz (na desetine mrtvih in pogrešanih)
- Julij 2021, zemeljski plaz Atami

## Uprava
Regije znotraj polotoka se imenujejo Nišiizu (zahodna obala), Nakaizu (osrednje in severne regije), Higašiizu (vzhodna obala) in Minamiizu (južna regija). Včasih se uporablja tudi Kitaizu, vendar se uporablja manj pogosto. Ker je regija Izu blizu Tokia, je pogosto prepoznana kot del regije Kanto in ne regije Tokai. 
Celoten polotok Izu je v prefekturi Šizuoka. Administrativno je razdeljen na osem določenih mest in pet manjših mest:
- Atami
- Ito
- Izu
- Izunokuni
- Mišima
- Šimoda
- Okrožje Kamo
  - Higašiizu
  - Kavazu
  - Macuzaki
  - Minamiizu
  - Nišiizu

## Gospodarstvo
Polotok Izu, ki je priljubljena letoviška regija za turiste iz regije Kanto, je znan predvsem po termalnih letoviščih onsen v Atamiju, Šuzenjiju in Itoju. Območje je priljubljeno tudi za kopanje v morju, deskanje, golf in izlete z motorji. Polotok okoli gore Fudži je del narodnega parka Fudži-Hakone-Izu.
Jugozahodna obala Izuja iz občin Macuzaki, Nišiizu in Minamiizu je bila leta 1937 razglašena za nacionalni kraj slikovite lepote.
Poleg turizma sta glavni dejavnosti lokalnega gospodarstva kmetijstvo in ribištvo. Izu je eden največjih proizvajalcev vasabija na Japonskem, lokalna kuhinja pa ponuja jedi z okusom vasabija. Kljub temu te industrije niso dovolj donosne, da bi preprečile veliko izgubo prebivalstva v širšem Tokiu in Šizuoki, zlasti med mladimi.

## Znamenitosti
To je znano območje vročih vrelcev na Japonskem. S številnimi ribiškimi pristanišči turisti obiskujejo svežo morsko hrano in vroče izvire. V gorah so na voljo lokalne specialitete, kot so vasabi, vloženi vasabi in gobe šitake, pa tudi lokalne jedi, kot je lonec iz divjega prašiča.
Že od samega začetka je bila ena vodilnih japonskih turističnih destinacij, po vojni pa so velike prestolnice vodile obsežne razvojne bitke. Reprezentativni primer je razvojno tekmovanje Izu med Tokyu Corporation in Seibu Railway. Zlasti po odprtju železnice Izukju je Higaši-Izu postal turistična destinacija in mesto vil.
Kar zadeva kulturo, so številna mesta postala prizorišča literature, na primer »Izu no Odoriko« Jasunarija Kavabate (roman, postavljen v regijo Izu).

## Zgodovina

### Ustanovitev province Izu
V sistemu Ricurjo je bila provinca Izu ena od provinc Tokaida in je bila ustanovljena po ločitvi od province Suruga julija 680 (Fuso Rjaki). Provinca Izu, ki je daleč od regije Kanto, je v obdobju Ricurjo veljala za kraj izgnanstva.
Glavno mesto province je bilo Mišima. Od takrat je Mišima postalo tudi tempeljsko mesto province Izu Ičinomija in Mišima taiša.
Območje province Izu ne vključuje le polotoka Izu, temveč tudi otoke Izu.

### Srednji vek in zgodnji novi čas
Ob koncu 12. stoletja je bil Minamoto no Joritomo izgnan v Hirugakodžimo, kjer je molil za zmago v Mišimi taiši.
V obdobju Kamakura je bilo oporišče regentskega klana Hodžo, zato je postalo kazenska kolonija za opazovanje pomembnih (nevarnih) ljudi.
Leta 1203 je bil drugi šogun Minamoto no Joriie zaprt v Šuzenjiju in naslednje leto umorjen.
Leta 1261 je šogunat izgnal Ničirena, ustanovitelja sekte Ničiren, ki je bil kritičen do šogunata Kamakura (ena od legend o preganjanju Ničirena pravi, da so ga pustili na skali v morju pred pristankom in je komaj preživel).
V obdobju Muromači je postalo prva linija spopada med vlado Kamakura in šogunatom Muromači, Masatomo Ašikaga je ostal v Nirajama-čo, ne da bi vstopil v Kamakuro, in so ga imenovali Horikoši Kubo.
Med obdobjem Sengoku je Hodžo Soun uničil Ašikaga Čačamaruja, vladal mu je klan Gohojo, dokler ga ni uničil Tojotomi Hidejoši.
Po bitki pri Odavari je območju vladal Tokugava Iejasu, toda po bitki pri Sekigahari so se ozemlja Tenrjo, Hatamoto in vsaka domena zapletli.
V obdobju Edo je bil v Nirajami ustanovljen magistrat Nirajama, ki je nadzoroval ne samo Izu, ampak tudi sosednje državice.

### Sodobnost
Med ukinitvijo fevdalnih domen in ustanovitvijo prefektur med obnovo Meidži je bila sprva ustanovljena prefektura Nirajama, ki pa je bila kasneje vključena v prefekturo Ašigara.
Leta 1895 so v mestu Atami odprli tramvaj Tosodžin.
Leta 1898 je bila odprta železnica Sunzu, prva parna železnica v nekdanji regiji Izu. Junija se poveže z glavno progo Tokaido v Mišimi (stara postaja).
Leta 1904 so skozi goro Amagi odprli predor Stari Amagi. Lažje se je bilo premakniti iz Minamiizuja v Nakaizuja.
Leta 1925 je bila Atami Line, prva javna železnica, odprta do Atamija.
Leta 1930 se je zgodil potres v Severnem Izuju. Severni del polotoka je utrpel veliko škodo.
Leta 1934 je bil odprt predor Tanna, proga Atami je bila vključena v glavno progo Tokaido, glavna proga Tokaido je bila spremenjena v pot prek Kannamija in Mišime (sedanja postaja), nekdanja glavna proga Tokaido pa se je preimenovala v progo Gotemba.
27. septembra 1958 je tajfun reke Kano povzročil veliko škodo v porečju reke Kano na severnem delu polotoka. 1046 mrtvih in pogrešanih v prefekturi Šizuoka.
1. oktobra 1964 so odprli Tokaido Šinkansen in ustanovili postajo Atami. 25. aprila 1969 je bila na novo ustanovljena postaja Mišima.
Julija 1965 je bil izpustni kanal reke Kano dokončan.
9. maja 1974 je potres na morju polotoka Izu (M 6,9) povzročil škodo na južnem delu polotoka. 30 mrtvih.
14. januarja 1978 je potres blizu obale Izu Ošima (M 7.0) povzročil škodo na jugozahodnem delu polotoka. 23 mrtvih.
13. julija 1989, po roju potresov, ki so se začeli junija istega leta, je prišlo do podmorskega izbruha približno 3 km od obale Ita. Imenuje se Teiši Knoll.
21. aprila 2006 je roj potresov ob obali Kavanazakija, ki se je začel 17. aprila 2006, zabeležil največjo seizmično intenziteto 6-nižjo, kar je povzročilo potres Toho-oki na polotoku Izu.
11. avgusta 2009 se je zgodil potres v zalivu Suruga (M 6,5). Polotok Izu ni utrpel večje škode.
24. septembra 2012 se je geopark polotok Izu pridružil mreži japonskih narodnih geoparkov in mreži Uescovih globalnih geoparkov.